# Жирный город (фильм)
«Жирный город» (англ. Fat City, другое название «Сытый город») — американская спортивная драма режиссёра Джона Хьюстона по одноимённому роману Леонарда Гарднера. Премьера фильма состоялась 26 июля 1972 года.

## Сюжет
История стареющего боксёра Талли, вынашивающего планы реванша, заранее обречённые на неудачу. Однажды он уже упустил свой шанс, но сейчас ему предоставляется ещё одна возможность вернуть себе утраченное чувство собственного достоинства. Талли становится наставником начинающего боксёра Эрни и, сам того не желая, его соперником на пути к успеху.

## В ролях
- Стейси Кич — Билли Талли
- Джефф Бриджес — Эрни Мангер
- Сьюзан Тайррелл — Ома
- Кэнди Кларк — Фэй
- Николас Коласанто — Рубен
- Арт Арагон — Бейб
- Кёртис Коукс — Эрл
- Сиксто Родригес — Люцеро
- Билли Уокер — Уэс
- Уэйн Маан — Бафорд
- Рубен Наварро — Фуэнтес

## Съёмочная группа
- Режиссёр-постановщик: Джон Хьюстон
- Сценарист: Леонард Гарднер
- Продюсеры: Рэй Старк, Джон Хьюстон
- Оператор: Конрад Холл
- Композиторы: Кеннет Холл, Марвин Хэмлиш
- Художник-постановщик: Ричард Силберт
- Художник по костюмам: Дороти Джикинс
- Гримёр: Джек Янг
- Монтажёр: Уолтер Томпсон
- Звукорежиссёры: Том Овертон, Артур Пьянтадози
- Спецэффекты: Пол Стюарт

## Номинации и награды
- 1972 — номинация на премию Национального общества кинокритиков за лучшую женскую роль второго плана — Сьюзан Тайррелл (разделила награду с Айдой Лупино, «Младший Боннер», 1972)[1]
- 1972 — приз Канзасского кружка кинокритиков за лучшую мужскую роль — Стейси Кич (разделил награду с Марлоном Брандо, «Крёстный отец», 1972)[2]
- 1973 — номинация на премию «Оскар»за лучшую женскую роль второго плана — Сьюзан Тайррелл[3]
- 1973 — номинация на премию Сообщества кинокритиков Нью-Йорказа лучшую женскую роль второго плана — Сьюзан Тайррелл (разделила награду с Айдой Лупино, «Младший Боннер», 1972)[4]
- 1974 — фильм получил гран-при бельгийского Союза кинокритиков[5]

## Саундтрек[6]
- «Help Me Make It Through the Night» в исполнении Криса Кристофферсона
- «The Look of Love» Дасти Спрингфилд
- «If» группы Bread

### Рецензии
- Review by J. HOBERMAN
- Review by Mike Hale
- Review by Roger Ebert
- Review by David Brook
- Escrito por Guzmán Urrero
- Fat City — Classic Movie Review 4145
- The downbeat sports drama is a marvelous understated character study of the marginalized leading desperate lives
- Review by Vince Leo
- Review by Walter Goodman
- «Fat City» Finds the Joy and Hurt in the Low Life
- Wild Animal
- Review by Jeffrey M. Anderson